# 1966年逝世人物列表
1966年逝世人物列表：1月 - 2月 - 3月 - 4月 - 5月 - 6月 - 7月 - 8月 - 9月 - 10月 - 11月 - 12月
下面是1966年逝世的知名人士列表。

## 1月

### 1日
- 文森特·奧里奧爾，法國政治家，法國總統[1]

### 3日
- 小薩米·楊格，美國民權活動家
- 瑪格麗特·希金斯，美國記者
- 雷克斯·勞埃德·萊特，美國演員

### 4日
- 乔治·特尼斯，比利時第24任首相

### 10日
- 伊格納西·奧齊維奇，波蘭將軍

### 11日
- 阿爾伯托·賈科梅蒂，瑞士雕塑家和畫家
- 汉内斯·科莱赫迈宁，芬蘭奧運運動員
- 拉尔·巴哈杜尔·夏斯特里，印度活動家，印度第二任總理

### 14日
- 谢尔盖·帕夫洛维奇·科罗廖夫，蘇聯火箭工程師和航太器設計師
- 比爾·卡爾，美國奧運運動員

### 15日
- 撒母耳·阿金托拉，奈及利亞西部地區總理和約魯巴人阿雷·奧納·卡坎福十三世（被暗殺）
- 阿布巴卡尔·塔法瓦·巴勒瓦，奈及利亞政治家，奈及利亞第一任總理（遇刺）
- 艾哈邁杜·貝洛，奈及利亞北部地區總理（遇刺）

### 16日
- 考特尼·霍奇斯，美國陸軍上將

### 17日
- 文森特·多尼休，美國舞台導演

### 22日
- 赫伯特·马歇尔，英國演員

### 25日
- 索爾·阿德勒，俄羅斯出生的英以寄生蟲學專家

### 31日
- 伊莉莎白·派特森，美國女演員
- 白思華，英國將軍

## 2月

### 1日
- 赫達·霍珀，美國女演員和八卦專欄作家
- 巴斯特·基頓，美國演員和電影導演
- 約瑟夫·諾蘭，美國政治家和報紙出版商

### 3日
- 瓊·沃克，美國女演員

### 6日
- 納西莎·德·萊昂，菲律賓電影製片人

### 9日
- 索菲·塔克，俄羅斯出生的美國歌手

### 10日
- J·F·C·富勒，英國將軍和軍事戰略家
- 比利·羅斯，美國作曲家和樂隊領隊

### 12日
- 威廉·洛卜克，德國經濟學家

### 15日
- 傑拉德·安東尼·喬韋克，波蘭建築師和歷史學家
- 卡米洛·托雷斯·雷斯特雷波，哥倫比亞社會主義者和羅馬天主教神父

### 17日
- 艾爾弗雷德·P·斯隆，曾長期擔任通用汽車公司的總裁、執行長及董事長[2]
- 漢斯·霍夫曼，德裔美國畫家

### 18日
- 罗伯特·罗森，美國電影導演[3]

### 20日
- 賈斯特·尼米茲，美國海軍上將

### 25日
- 维克托·克拉夫琴科，蘇聯作家[4]

### 26日
- 維納亞克·達莫達爾·薩瓦卡爾，印度獨立活動家，印度教民族主義者[5]
- 吉諾·塞韋里尼，義大利畫家

### 28日
- 查尔斯·巴塞特，美國宇航員
- 喬納森·黑爾，美國演員
- 艾略特·西，美國宇航員

## 3月

### 1日
- 弗里茨·豪特曼斯，德國物理學家
- 威廉·R·門羅，美國海軍上將

### 3日
- 約瑟夫·菲爾茲，美國劇作家
- 愛麗絲·皮爾斯，美國女演員

### 5日
- 安娜·安德烈耶芙娜·阿赫玛托娃，俄羅斯詩人

### 7日
- 唐纳德·比尔，美國海軍上將

### 8日
- 第三代阿斯特子爵威廉·阿斯特，英國政治家
- 阿卜杜勒·哈迪·加扎爾，埃及畫家

### 10日
- 弗里茨·泽尔尼克，荷蘭物理學家，諾貝爾獎獲得者[6]

### 12日
- 內斯托爾·吉倫，玻利維亞政治家，玻利維亞第40任總統

### 20日
- 勞倫斯·艾布拉姆斯，英國職業足球運動員
- 約翰尼·莫裡森，美國職業棒球運動員

### 27日
- 海倫·門肯，美國女演員[7]

### 29日
- 斯蒂利亞諾斯·戈納塔斯，希臘總理

### 30日
- 歐文·皮斯卡托，德國戲劇導演

## 4月

### 1日
- 布萊恩·奧諾蘭，愛爾蘭幽默家[8]

### 2日
- C.S.福雷斯特，英國作家[9]

### 3日
- 巴蒂斯塔·法里納，義大利汽車設計師

### 6日
- 裘莉婭·費耶，美國女演員

### 10日
- 伊夫林·沃，英國作家

### 13日
- 卡洛·卡拉，義大利畫家
- 喬治·杜哈梅爾，法國作家
- 阿卜杜塞拉姆·阿里夫，伊拉克軍官和政治家，伊拉克第二任總統

### 17日
- 馬里奧·塞蘭德雷，義大利編輯和編劇

### 19日
- 哈威爾·索利斯，墨西哥歌手和演員[10]

### 20日
- 普魯士的腓特烈

### 21日
- 塞普·迪翠希，納粹德國軍事領導人和黨衛軍指揮官

### 23日
- 櫻澤如一，日本營養師，長壽菌創始人[11]

### 29日
- 尤金·奧布萊恩，美國演員

## 5月

### 4日
- Amédée Ozenfant，法國畫家

### 8日
- 埃裡希·波默，德國電影製片人

### 11日
- 阿爾弗雷德·溫特爾，英國軍官和古怪的人

### 14日
- 路德維希·邁德納，德國畫家

### 15日
- 瓦塞斯勞·布拉斯，巴西第9任總統，第一次世界大戰領導人
- 马克西米利亚诺·埃尔南德斯·马丁内斯，薩爾瓦多第30任總統（遇刺）
- 蒂蒂安·蘇瑪律尼，印尼女演員

### 20日
- 卡洛斯·阿魯扎，墨西哥鬥牛士

### 21日
- 多蘿西·麥克米倫，英國首相的配偶

### 22日
- 湯姆·戈達德，英國板球運動員

### 23日
- 德穆楚克栋鲁普（人称德王），內蒙古王公

### 24日
- 詹姆斯·馬丁·巴恩斯，英國高爾夫冠軍

### 25日
- 弗農·斯特迪，澳大利亞將軍

### 29日
- 詹姆斯·沃尔夫，英國電影製片人

## 6月

### 1日
- 帕帕·傑克·萊茵，美國爵士音樂家

### 3日
- 尼古拉斯·施特勞斯勒，匈牙利工程師

### 6日
- 埃塞爾·克萊頓，美國女演員

### 7日
- 让·阿尔普，阿爾薩斯雕塑家、畫家和詩人

### 8日
- 安東·梅利克，斯洛維尼亞地理學家

### 11日
- 華萊士·福特，英國出生的美國演員

### 12日
- 威廉·歐內斯特·霍金，美國哲學家[12]
- 赫尔曼·舍尔兴，奧地利指揮家

### 15日
- 罗伯特·福勒，美國先驅飛行員[13]

### 19日
- 埃德·懷恩，美國演員和喜劇演員

### 20日
- 乔治·勒梅特，比利时牧师、宇宙学家

### 30日
- 瑪格麗·阿林厄姆，英國偵探小說作家[14]
- 朱塞佩·法里纳，義大利賽車手

## 7月

### 2日
- 揚·布熱赫瓦，波蘭詩人
- 上海及旧金山的圣伊望，中國東正教主教、美國大主教和聖人

### 3日
- 迪姆斯·泰勒，美國作曲家

### 5日
- 乔治·德海韦西，匈牙利化學家，諾貝爾獎獲得者

### 7日
- 卡梅麗塔·傑拉蒂，美國女演員

### 9日
- 瑪麗亞·佩特科維奇，南斯拉夫羅馬天主教創始人和上帝的僕人

### 11日
- 德爾莫·施瓦茨，美國詩人

### 12日
- 鈴木大拙，日本學者和散文家

### 14日
- 裘莉·馬奈，法國畫家

### 18日
- 鮑比·富勒，美國搖滾音樂家

### 21日
- 弗朗切斯科·保羅·坎泰利，義大利數學家
- 菲力浦·弗蘭克，奧地利物理學家和數學家

### 23日
- 蒙哥馬利·克利夫特，美國演員
- 道格拉斯·蒙哥馬利，美國演員

### 25日
- 小约瑟夫·沃伦·史迪威，美国陆军军官
- 弗兰克·奥哈拉，美國詩人

### 29日
- 詹森·阿吉伊-艾恩西，奈及利亞國家元首

### 31日
- 亚历山大·冯·法肯豪森，德國將軍和軍事顧問，7月20日策劃者
- 巴德·鮑威爾，美國爵士鋼琴家

## 8月

### 1日
- 查爾斯·惠特曼，美國大屠殺犯

### 2日
- 牟田口廉也，日本將軍[15]

### 3日
- 莱尼·布鲁斯，美國喜劇演員

### 6日
- 科德懷納·史密斯，美國作家

### 12日
- 阿圖爾·阿利克薩爾，愛沙尼亞詩人

### 15日
- 揚·基埃普拉，波蘭男高音和演員
- 西德·欧文，美國女演員

### 17日
- 肯·邁爾斯，英國跑車賽車工程師和車手

### 19日
- 弗里茨·布里尔，德國畫家

### 23日
- 弗朗西斯·布希曼，美國演員

### 24日
- 塔德烏什·博爾-科莫羅夫斯基，波蘭將軍和政治家，波蘭第33任總理
- 維森特·梅希亞·科林德雷斯，宏都拉斯第29任總統

### 26日
- 阿特·貝克，美國演員
- W. W. E. Ross，加拿大地球物理學家和詩人[16]

## 9月

### 6日
- 瑪格麗特·山額，美國節育宣導者[17]
- 亨德里克·弗倫斯·維沃爾德，南非第二任總理

### 11日
- 科萊特·伍爾曼，美國航空公司高管[18]

### 14日
- 格特鲁德·伯格，美國女演員[19]
- 海勒姆·韋斯利·埃文斯，美國三K黨帝國巫師[20]
- 杰马勒·古尔塞勒，土耳其將軍和政治家，土耳其第10任總理和第4任土耳其總統

### 17日
- 弗里茨·溫德利希，德國男高音

### 19日
- 弗拉基米尔·格里戈里耶维奇·费奥多罗夫，蘇聯科學家和將軍

### 21日
- 保罗·雷诺，法國律師和政治家，法國第77任總理

### 26日
- 馬格福爾·艾哈邁德·阿賈齊，印度獨立活動家[21]
- 海倫·凱恩，美國歌手

### 28日
- 安德烈·布勒東，法國詩人和作家
- 埃裡克·弗萊明，美國演員

## 10月

### 10日
- 夏洛特·库珀，英國網球冠軍[22]
- 威爾弗裡德·勞森，英國演員

### 13日
- 克利夫顿·韦伯，美國演員、舞蹈家和歌手

### 16日
- 喬治·奧哈拉，美國演員

### 17日
- 克萊奧·德·梅羅德，法國舞蹈家

### 18日
- 伊莉莎白·雅頓，加拿大出生的美國美容師和化妝品企業家

### 23日
- 克雷爾·麥克道爾，美國無聲銀幕女演員

### 24日
- 漢斯·德雷爾，德國藝術總監

### 26日
- 阿爾瑪·科根，英國歌手

### 28日
- 羅伯特·沙彭蒂埃，法國奧運自行車運動員

## 11月

### 2日
- 彼得·德拜，荷蘭化學家，諾貝爾獎獲得者
- 密西西比·约翰·赫特，非裔美國歌手和吉他手

### 5日
- 迪翠希·馮·喬爾蒂茨，二戰期間納粹德國巴黎軍事總督[23]

### 8日
- 伯恩哈德·宗德克，德國出生的以色列婦科醫生，第一個可靠的妊娠試驗的開發者

### 13日
- 埃斯娜·博伊德，澳大利亞網球運動員

### 14日
- 施泰因格裡穆爾·施泰因諾松，冰島第11任總理
- 吉田善吾，日本海軍上將[24]

### 21日
- 瓦迪斯瓦夫·博爾特諾夫斯基，波蘭歷史學家和軍事指揮官

### 23日
- 讓·巴蒂斯特·保羅，加拿大原住民摔跤手
- 肖恩·奧凱利，愛爾蘭第二任總統

### 26日
- 齊格弗裡德·克拉考爾，德國作家、社會學家和評論家

### 28日
- 鲍里斯·波多尔斯基，俄裔美國物理學家

## 12月

### 2日
- 勒伊岑·布劳威尔，荷蘭數學家和哲學家

### 6日
- 胡安·納塔利西奧·岡薩雷斯，巴拉圭詩人，巴拉圭第37任總統

### 14日
- 維爾娜·費爾頓，美國女演員

### 15日
- 華特·迪士尼，美國動畫電影製片人，华特迪士尼公司和迪士尼樂園度假區的創始人[25]

### 19日
- 貝蒂·庫斯克瑪，愛沙尼亞女演員[26]

### 22日
- 露西·伯恩，美國女權活動家

### 26日
- 赫伯特·吉爾，黨衛軍德國將軍

### 27日
- 吉列尔莫·斯塔比莱，阿根廷足球運動員兼經理

### 30日
- 克利斯蒂安·赫特，美國國務卿

### 31日
- Nipo T. Strongheart，美國原住民電影製片人[27]